# Ada von Voß

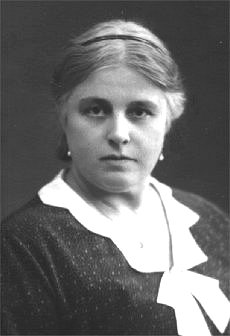
Ada von Voß etwa 1940

Schloss Neu-Galow. Ihr Wohnsitz im Jahre 1938.

Adele (Adda) Hedwig Luise von Voß (* 17. September 1884 in Vohwinkel (heute Wuppertal) auf Haus Hammerstein als Adele Hedwig Louise Freiin von Dalwig; † 22. November 1941 in Eberswalde) war eine deutsche Gutsherrin und Schriftstellerin.

## Leben
Adda von Voß wurde auf Haus Hammerstein, einem Gut im heutigen Wuppertal, geboren. Ihr Vater war der zur schlesischen Linie der Freiherren von Dalwig gehörende Elgar von Dalwig (* 1860; † 1938), ihre Mutter die Fabrikantentochter Louise Höffken-Haarhaus (* 1862; † 1928) aus Barmen. Der Vater erhielt 1881 vom Preußischen Heroldsamt die Genehmigung zur Führung des Freiherrentitels. Freiherr Elgar von Dalwigk war ihr Großvater. Der Generalmajor und Oberregierungsrat Heinrich von Dalwigk zu Lichtenfels (1864–1924) war ihr Onkel.
Adda heiratete am 4. Oktober 1902 auf Schloss Deutsch Jägel, dem zweiten Gut des Vaters, mit gerade 18 Jahren, den 23-jährigen Leutnant Alfred von Randow. Die Ehe wurde nach der Geburt zweier Söhne, Elgar von Randow 1904, und Gero von Randow 1906, bereits im Jahre 1908 wieder geschieden. Die Kinder wuchsen in China, wo der Vater an der Deutschen Gesandtschaft tätig war, und dann im Berliner Vorort Neubabelsberg auf. Am 18. Mai 1910 ging Adda eine zweite Ehe mit Eberhard von Voß (* 1873; † 1946) ein. Er war 1920 Major im Königin Augusta Garde-Grenadier-Regiment Nr. 4 und später beim Infanterie-Regiment 411, folgend Oberstleutnant a. D. Nach neuerlicher Scheidung im Dezember 1922 zog sie sich auf das von ihrem Vater gekaufte 345 ha große Rittergut Neu-Galow im Landkreis Angermünde an der Oder zurück. Dort schrieb sie zwei Romane und verschiedene Kurzgeschichten.
1931 trat sie in die NSDAP ein, engagierte sich dort vor allem in der NS-Frauenschaft und war von Oktober 1932 bis Januar 1938 Kreisfrauenschaftsleiterin im Landkreis Angermünde. Zeitgleich war sie Mitglied der Deutschen Adelsgenossenschaft, Landesabteilung Brandenburg.
Adda von Voß starb im Kurmark-Krankenhaus in Eberswalde und wurde auf dem Friedhof von Neu-Galow begraben, wo ihr Grab zu Zeiten der DDR als das einer „Faschistin“ eingeebnet wurde.
Der Widerstandskämpfer Hans-Alexander von Voss war ein Großneffe von ihr.

## Werke
- Einer Seele Not. Historischer Roman. Hugo Wille Verlag, Berlin 1927.
- Der Ausgestossene. Ein Lebensbild. Oldenburg, Berlin 1919.

## Genealogie
- Hans Friedrich von Ehrenkrook, Jürgen von Flotow, Carola von Ehrenkrook, Johann Georg von Rappard, Et al. Genealogisches Handbuch der Freiherrlichen Häuser. A. (Uradel). 1952. Band I, Band 4 der Gesamtreihe GHdA, Hrsg. Deutsches Adelsarchiv,  C. A. Starke, Glücksburg (Ostsee) 1952, ISSN 0435-2408, S. 89.
- Gothaisches Genealogisches Taschenbuch der Freiherrlichen Häuser. Zugleich Adelsmatrikel der Deutschen Adelsgenossenschaft. Teil A (Uradel) 1940. 90. Jg., Justus Perthes, Gotha 1939, S. 109.